# Camila Banus
Camila Banus (Miami Beach, 22 luglio 1990) è un'attrice statunitense.
È famosa per il ruolo di Lola Montez in Una vita da vivere e di Gabi Hernandez in Il tempo della nostra vita.

## Biografia
Banus nasce il 22 luglio 1990 a Miami Beach, in Florida. È la figlia maggiore di Jaime e Carmen Banus. Ha una sorella minore, Gabriela, anche lei è attrice. Banus è di origine spagnola e cubana. Nel 2021 sposa l'attore Marlon Aquino.

### Carriera
Nel 2008 entra nel cast della soap opera Una vita da vivere nel ruolo di Lola Montez restando nel ruolo fino al 2009. Nel 2010 entra nel cast principale della soap opera Il tempo della nostra vita nel ruolo di Gabi Hernandez restando fino al 2023. Durante la sua carriera da attrice appare come guest star in diverse serie televisive come Dexter, I'm in the Band, Zeke e Luther, Hawaii Five-0 e Snowfall. Nel 2016 interpreta Kylie nella serie tv Mistresses - Amanti per 5 episodi. Nel 2018 interpreta Nina per 7 episodi nella serie tv Star. Nel 2021 interpreta Gabi Hernandez nel film natalizio Days of Our Lives: A Very Salem Christmas mentre nel 2022 interpreta lo stesso ruolo nella miniserie Days of Our Lives: Beyond Salem.

## Filmografia

### Cinema
- Days of Our Lives: A Very Salem Christmas (2021)

### Televisione
- Dexter - serie TV, 1 episodio (2006)
- Una vita da vivere - soap opera (2008-2009)
- I'm in the Band - serie TV, 1 episodio (2010)
- Zeke e Luther - serie TV, 1 episodio (2010)
- Il tempo della nostra vita - soap opera (2010-2014, 2015-2023)
- Matador - serie TV, 1 episodio (2014)
- Hawaii Five-0 - serie TV, 1 episodio (2015)
- Mistresses - Amanti - serie TV, 5 episodi (2016)
- Snowfall - serie TV, 1 episodio (2017)
- Star - serie TV, 7 episodi (2018)
- Days of Our Lives: Beyond Salem, regia di Sonia Blangiardo, Noel Maxam e Albert Alarr – miniserie TV, 3 episodi (2022)